# Brotjärnet (Steneby socken, Dalsland)
Brotjärnet är en sjö i Bengtsfors kommun i Dalsland och ingår i Göta älvs huvudavrinningsområde.